# Howard Cann
Howard Goodsell Cann (Bridgeport, 11 ottobre 1895 – Dobbs Ferry, 18 dicembre 1992) è stato un cestista, giocatore di football americano, pesista, allenatore di pallacanestro e allenatore di football americano statunitense.
È membro del Naismith Memorial Basketball Hall of Fame dal 1968, in qualità di allenatore.
Ha giocato ed allenato i Violets della New York University. Ha inoltre disputato i Giochi olimpici 1920 nella specialità del getto del peso, classificandosi in ottava posizione.